# 오타와 블랙잭스
오타와 블랙잭스(영어: Ottawa Blackjacks)는 캐나다 온타리오주 오타와를 연고지로 하는 CEBL 소속 프로 농구 팀이다.

## 역대 홈경기장
| 오타와 블랙잭스    |             |                   |      |
| 경기장             | 사용기간    | 장소              | 비고 |
| TD 플레이스 아레나 | 2020년~현재 | 온타리오주 오타와 | 빈칸 |